# 霧島錦江灣國立公園
霧島錦江灣國立公園（日语：／ Kirishima Kinkōwan Kokuritsu Kōe），是位在日本宮崎縣、鹿兒島縣的國立公園。

## 概要
公園分為以霧島山為中心的霧島地域，以及以姶良破火山口（北部地區）、櫻島、佐多岬周邊、指宿地區等薩摩半島南岸為中心的錦江灣地域兩大區域。由於位處霧島火山帶，霧島溫泉鄉、指宿溫泉等溫泉地也吸引了眾多遊客。
2011年12月22日，規劃將屋久島地域獨立成立屋久島國立公園，另編入姶良破火山口、2012年3月16日正式加入姶良破火山口，屋久島地域獨立，更名為現行的霧島錦江灣國立公園。

## 歷史
1934年（昭和9年）3月16日，霧島山周邊東西約22km、面積202km2的區域成立霧島國立公園，與瀨戶內海國立公園、雲仙國立公園（現雲仙天草國立公園）同為日本最早的國立公園。1964年（昭和39年）3月16日，編入錦江灣地域的錦江灣國定公園（1955年9月1日成立）及屋久島地域，更名為霧島屋久國立公園。
2010年（平成22年）11月13日，環境大臣松本龍提出公園擴大與分割案。2011年（平成23年）12月22日決定併入姶良破火山口，並將公園分割為霧島錦江灣國立公園與屋久島國立公園。2011年12月22日決議通過霧島屋久國立公園加入姶良破火山口並更名霧島錦江灣國立公園，屋久島地域獨立成立屋久島國立公園。
2012年3月16日官報正式公告屋久島部分成立屋久島國立公園，剩餘區域與姶良破火山口改稱霧島錦江灣國立公園。

### 年表
- 1934年3月16日 - 被指定為霧島國立公園。
- 1964年3月16日 - 編入錦江灣地域（錦江灣國定公園）及屋久島地域，名稱變更為霧島屋久國立公園。
- 2012年3月16日 - 霧島錦江灣地域和屋久島地域分割出來，名稱變更為霧島錦江灣國立公園。

## 自然
霧島地域有韓國岳等20多座火山及眾多火口湖。同時有錐木、赤松等豐富自然林與九州杜鵑。
錦江灣地域有現在仍十分活躍的活火山櫻島、九州唯一天然湖池田湖、山容優美的開聞岳、海蝕崖發達的佐多岬、連島沙洲知林島等。

### 火山
- 霧島山

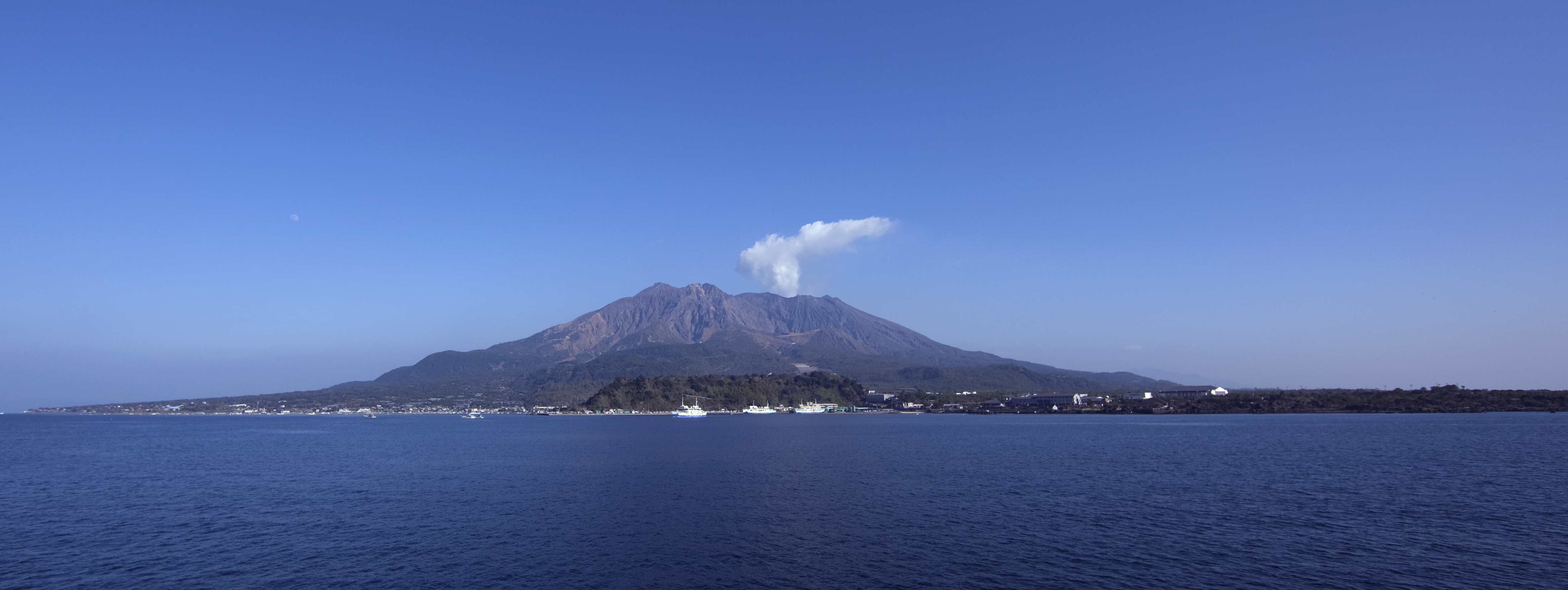
櫻島
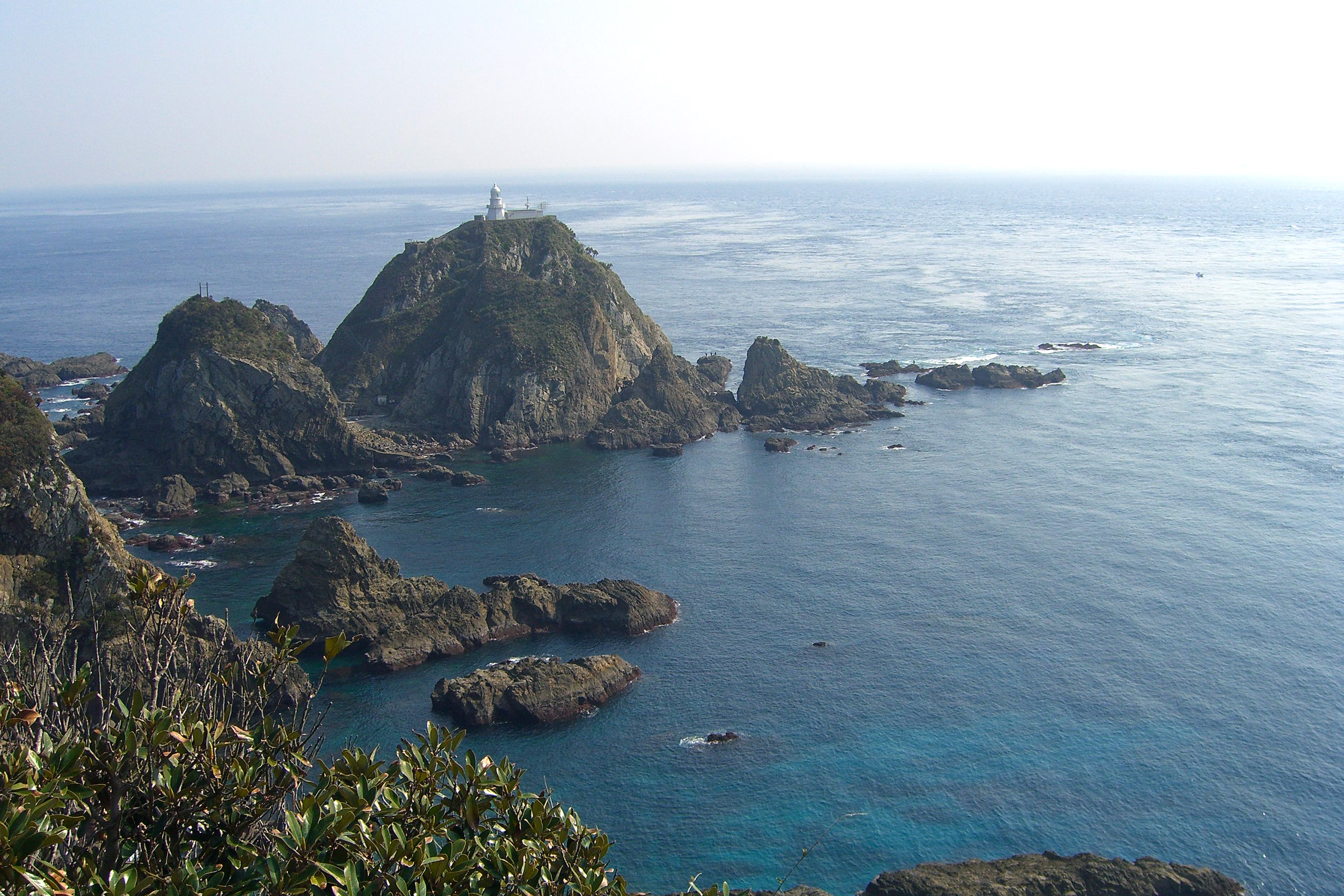
佐多岬
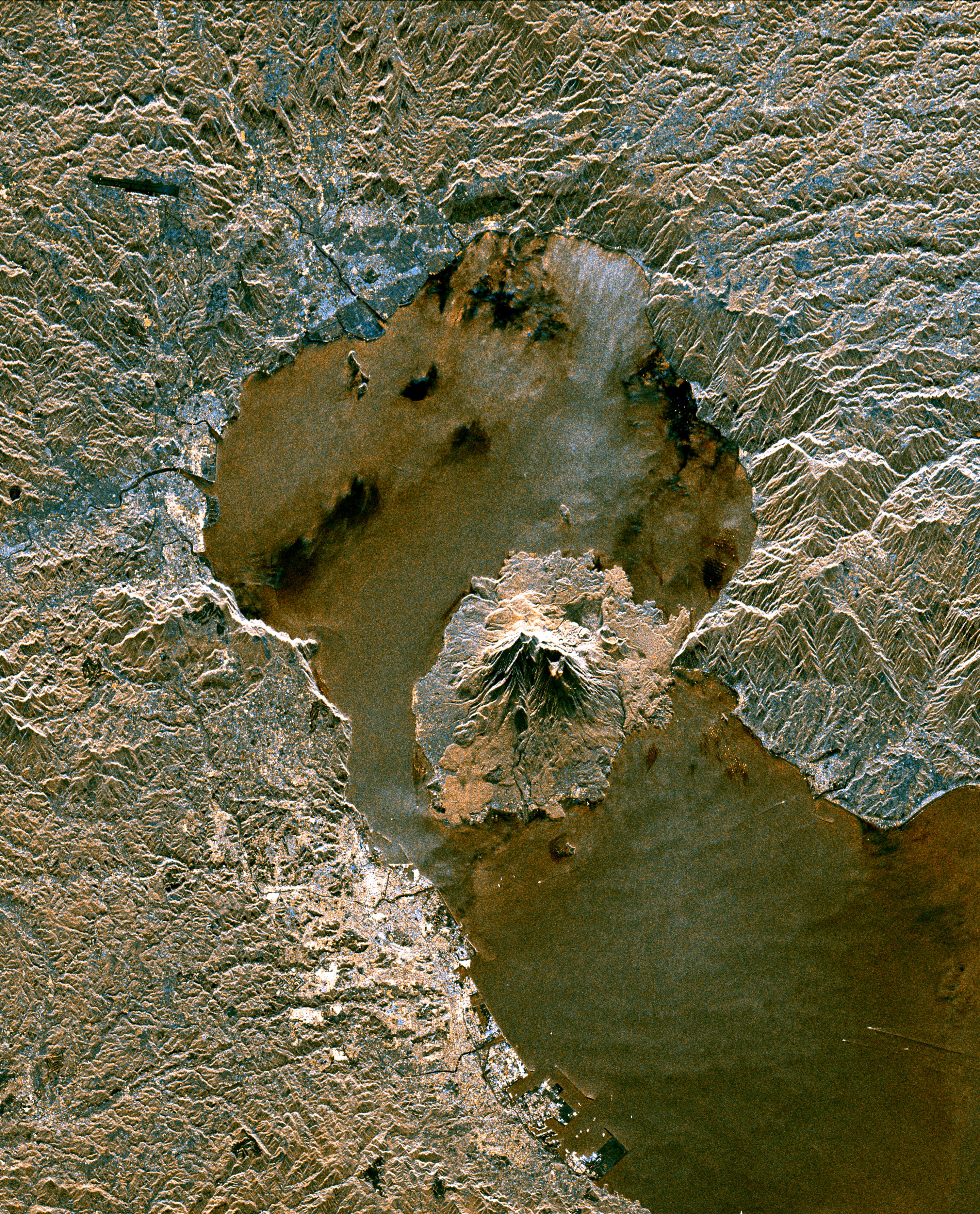
鹿兒島灣北部的姶良破火山口
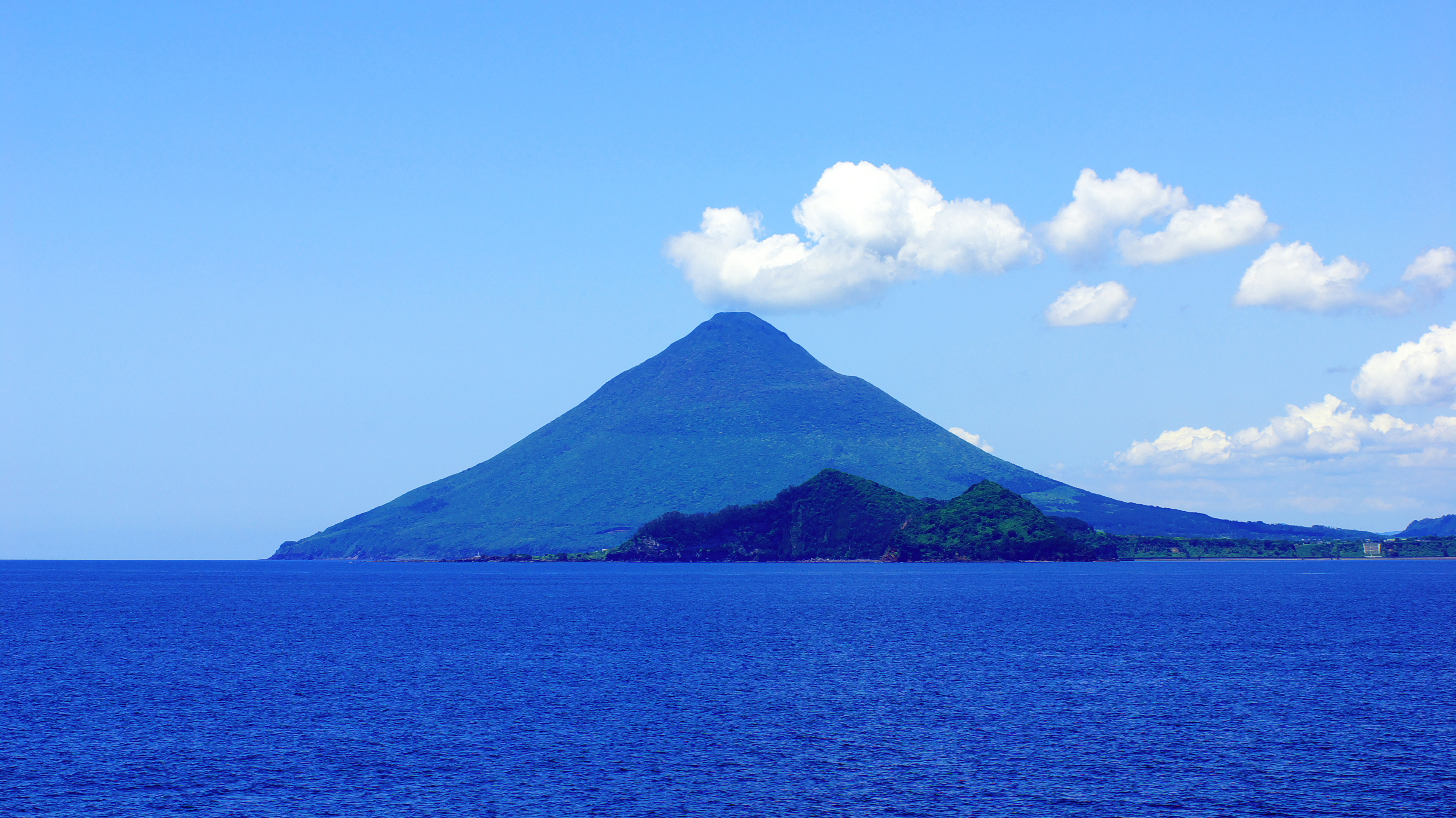
海上所見的開聞岳與長崎鼻 (鹿児島縣)
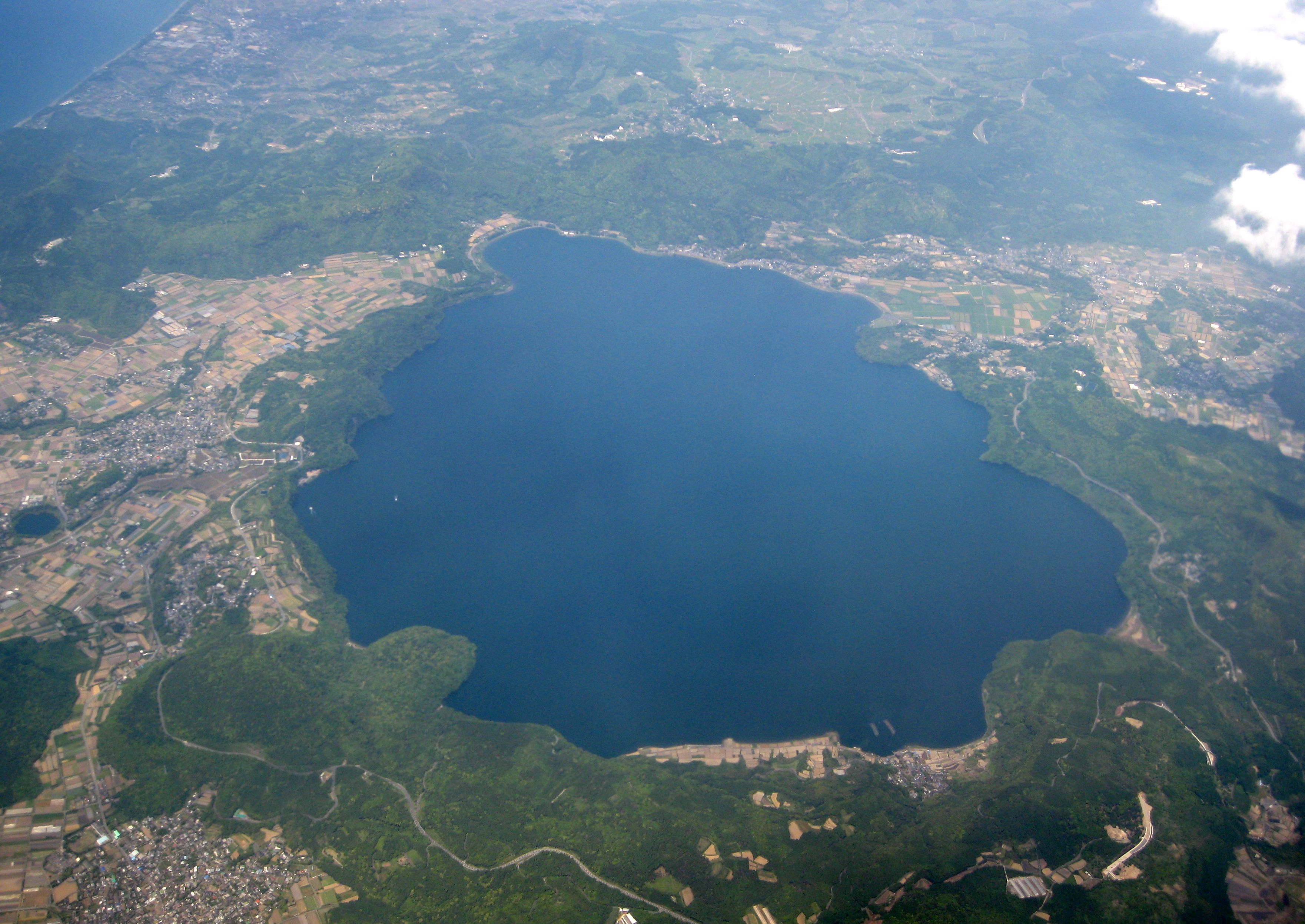
池田湖
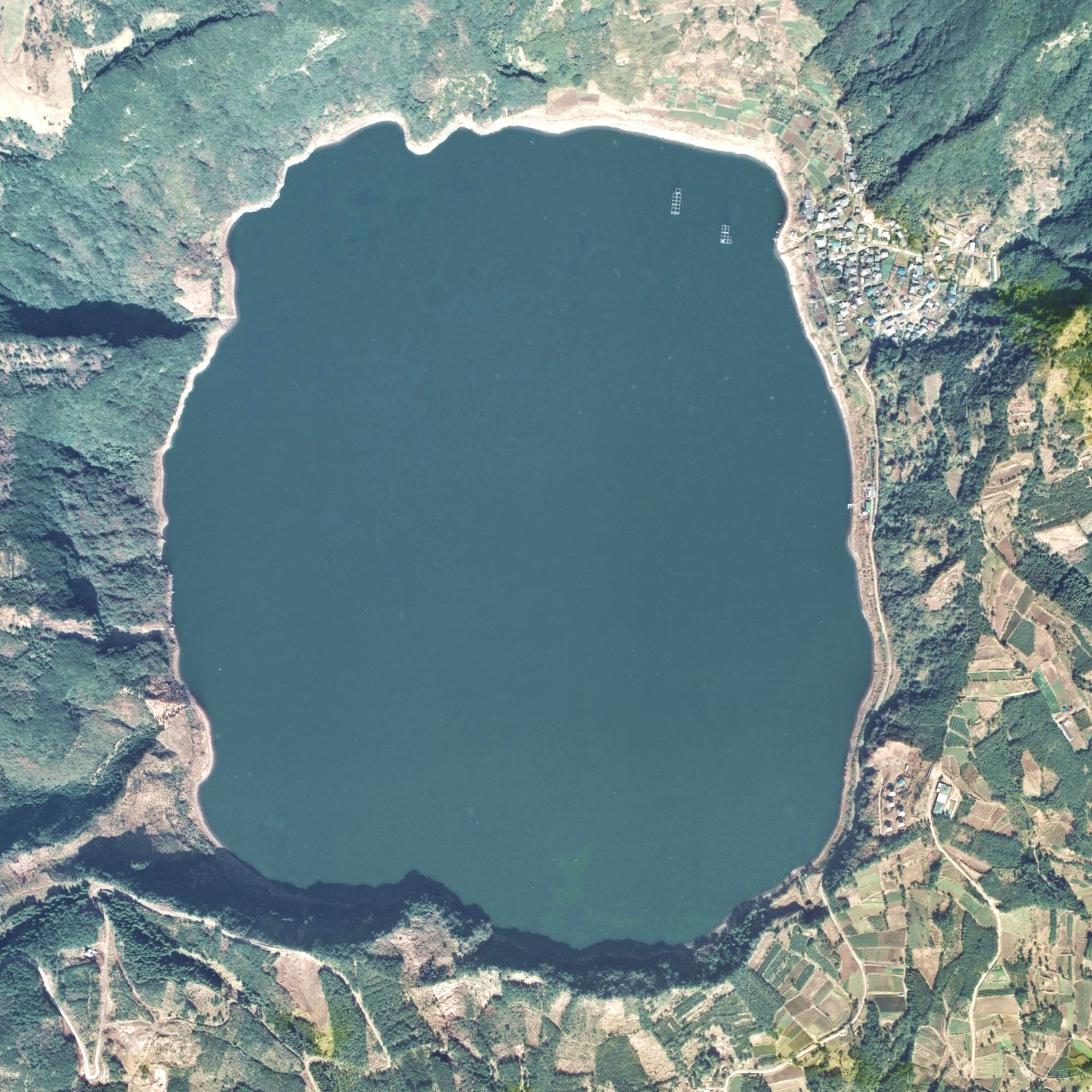
鰻池
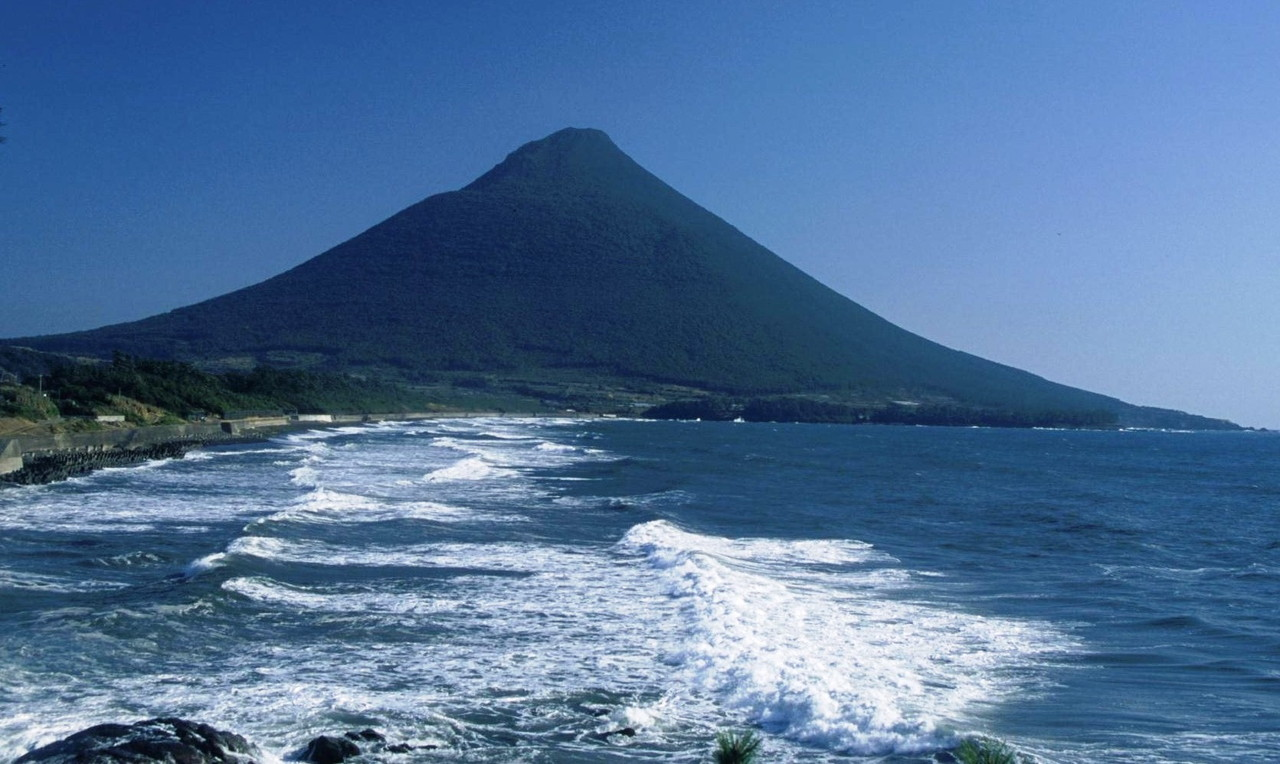
開聞岳

## 主要景點
霧島地域

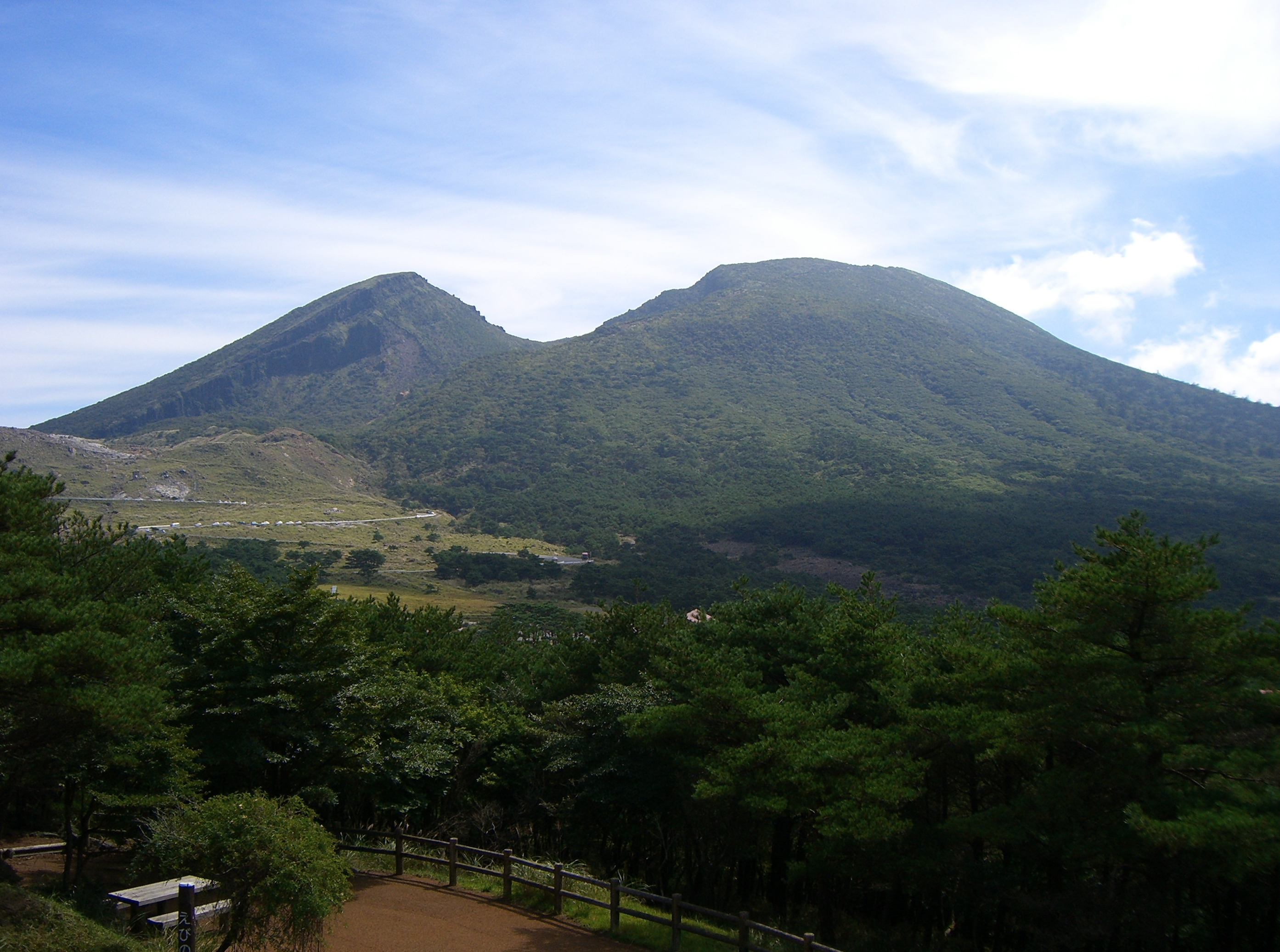
韓國岳
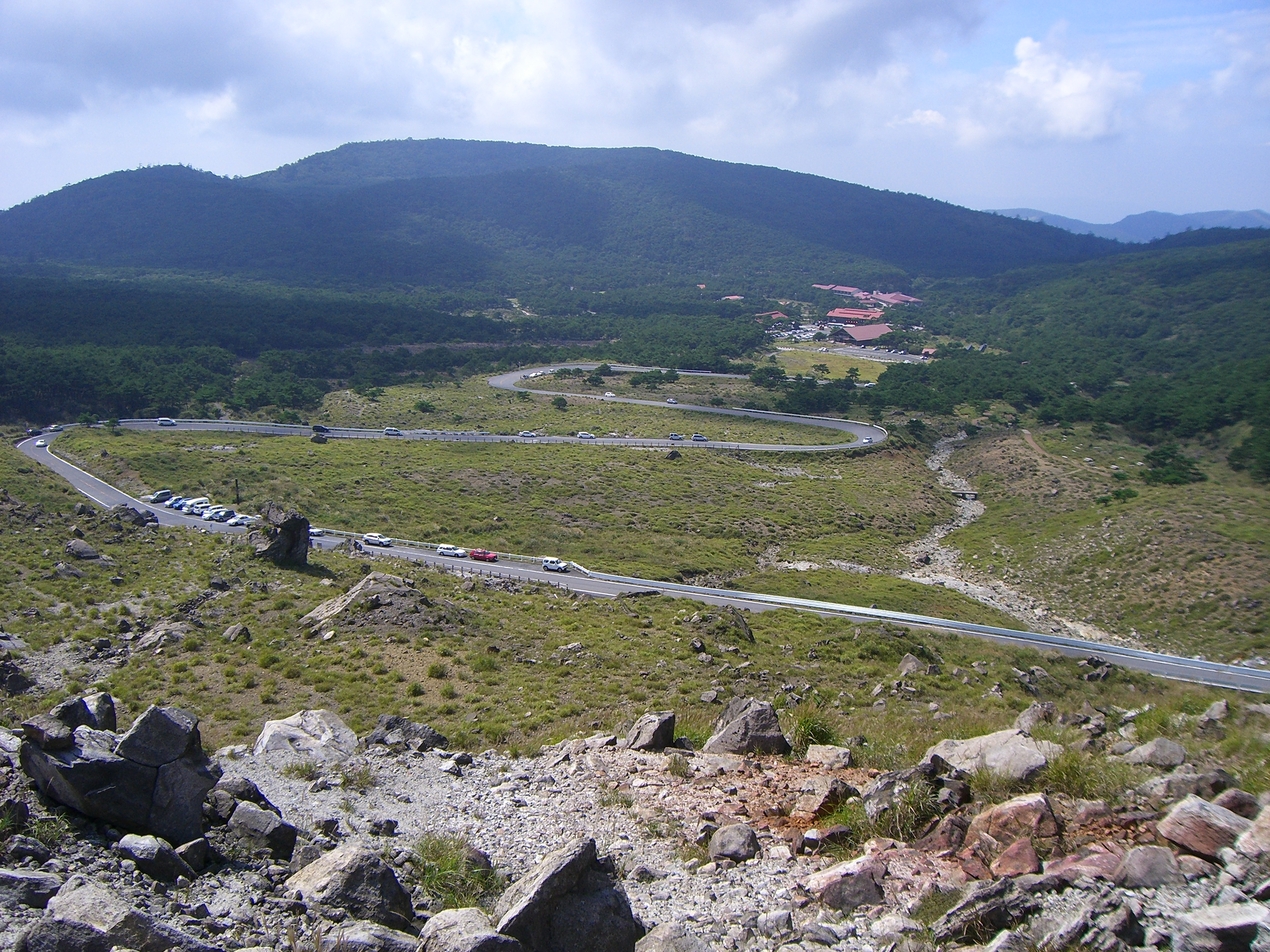
蝦野高原（日语：えびの高原）

錦江湾地域
- 櫻島
- 佐多岬
- 鹿兒島灣北部的姶良破火山口（日语：姶良カルデラ）
- 海上所見的開聞岳與長崎鼻（日语：長崎鼻 (鹿児島県)）
- 池田湖
- 鰻池
- 開聞岳

## 面積
- 面積 - 36,586ha （陸域部分）
  - 宮崎縣 - 13,006ha
  - 鹿兒島縣 - 23,580ha

## 相關市町村
- 宮崎縣 - 都城市、小林市、蝦野市、高原町
- 鹿兒島縣 - 鹿兒島市、指宿市、垂水市、霧島市、姶良市、湧水町、南大隅町

## 集團設施地區、遊客中心
| 地區名     | 面積    | 所在地         | 使用人數（人） |
| ---------- | ------- | -------------- | -------------- |
| 蝦野       | 52.7ha  | 宮崎縣蝦野市   | 577,000        |
| 指宿       | 124.0ha | 鹿兒島縣指宿市 | 1,990,000      |
| 高千穗河原 | 71.5ha  | 鹿兒島縣霧島市 | 53,000         |

| 中心名                          | 設置者   | 所在地                               | 使用人數（人） |
| ------------------------------- | -------- | ------------------------------------ | -------------- |
| 蝦野生態博物館中心              | 環境省   | 宮崎縣蝦野市末永1495-5               | 63,276         |
| 重富海岸自然交流館Nagisa Museum | 環境省   | 鹿兒島縣姶良市平松7675               | 12,915         |
| 高千穗河原遊客中心              | 鹿兒島縣 | 鹿兒島縣霧島市霧島田口2583-12        | 52,347         |
| 櫻島遊客中心                    | 鹿兒島縣 | 鹿兒島縣鹿兒島市櫻島橫山町1722番地29 | 110,721        |

## 關連項目
- 日本國立公園

## 外部連結
- （日語）霧島錦江灣國立公園 （页面存档备份，存于）